# Gustavo Sánchez Martínez
Gustavo Sánchez Martínez (3 de mayo de 1994) Multimedallista Paralímpico y conferencista nacido en Ciudad de México. Es el único mexicano en obtener 4 metales en unos Juegos Paralímpicos. Sus padres Gustavo Sánchez Suárez y María Elena Martínez, desde muy pequeño lo inscribieron en pumitas en CU descubriendo su potencial para nadar. Actualmente el nadador tiene 22 años de carrera en la natación, donde es poseedor de más de 300 medallas y récords de América. 

## Trayectoria
En los Juegos Parapanamericanos de 2011 Gustavo Sánchez obtuvo cinco medallas, de estas obtuvo dos de oro, dos de bronce y una de plata. En su participación en los Juegos Paralímpicos de Londres 2012 obtuvo cuatro medallas: dos oros, una plata y un bronce, volviéndose así el mayor medallista mexicano de la justa veraniega de 2012.
En los Juegos Paralímpicos de Río 2016 no logró repetir medallas pero se metió a cinco finales.
En los juegos Parapanamericanos de Lima 2019 logró para México 5 medallas de oro y una de plata.
Los juegos Paralímpico de Tokio 2020+1 el medallista logró meterse a varias finales.